# Fichtelsvilla
Die Fichtelsvilla war eine große Villa einer Industriellenfamilie in Schweinfurt. Sie lag auf einer Schanze der nördlichen Stadtbefestigung.

## Lage
Die Fichtelsvilla lag zwischen der Altstadt und der Neutorvorstadt, auf der Westlichen Obertorschanze, im heutigen Fichtelsgarten. Die Villa hatte die Adresse Kornmarkt 19.

## Geschichte
Die mondäne Villa ließ sich Hedwig Fichtel-Graetz erbauen. Sie wurde, wie die benachbarte Sattlervilla von Carl Sattler geplant und 1915 fertiggestellt. Sattler plante u. a. Schloss Elmau und studierte an der Technischen Hochschule Dresden beim Erbauer des Reichstagsgebäudes Paul Wallot.
Villa und Park wurden beim Einmarsch der Amerikaner in die Stadt am 10. April 1945, dem vorletzten Kriegstag in Schweinfurt, fast völlig zerstört. Es wird vermutet, dass die Amerikaner annahmen, der Feind hätte sich hier versteckt. Lediglich Vorfahrt und Treppenaufgang zur Villa blieben erhalten.

## Beschreibung
In die Schanzenanlage aus dem 17. Jahrhundert musste die Villa mit dem dazugehörigen Park eingefügt werden. Die Erschließung der Schanze mit Wegen in der bereits vorhandenen Grünanlage wurde im Prinzip beibehalten. Das Oval wurde lediglich zu einer runden Anlage umgestaltet, um im Norden Platz für die Villa zu schaffen, was aus dem Bayerischen Urkataster (unten) und dem Lageplan der Fichtelsvilla (unten) hervorgeht.
Die Villa wurde an der höchsten Stelle errichtet, einer Bastion, wodurch sich der schlossähnliche Grundriss mit einem zweigeschossigen Mittelgebäude und zwei schräg gestellten, eingeschossigen Flügelbauten ergab. Die Villa besaß englischen Einfluss, während die hohen Mansarddächer sich am fränkischen Barock orientierten. Die Auffahrt zur Villa führte über den einstigen Geschützstand im Südosten der Bastion. Zudem besaß die Villa eine untere Vorfahrt. Hier hatte Sattler einen herrschaftlichen Garten mit Springbrunnen und Grotte angelegt. Von hier führte eine geschwungene, zweiarmige Freitreppe zur oberen Vorfahrt und dem Haupteingang, wo man über eine Diele den Festsaal betrat, ein mit Gobelins geschmückter Musiksaal. Ihm war nach Nordwesten (Abendsonne) eine Terrasse mit Freitreppe vorgelagert. Die Fichtelsvilla besaß den ersten Personenaufzug im Raum Schweinfurt.

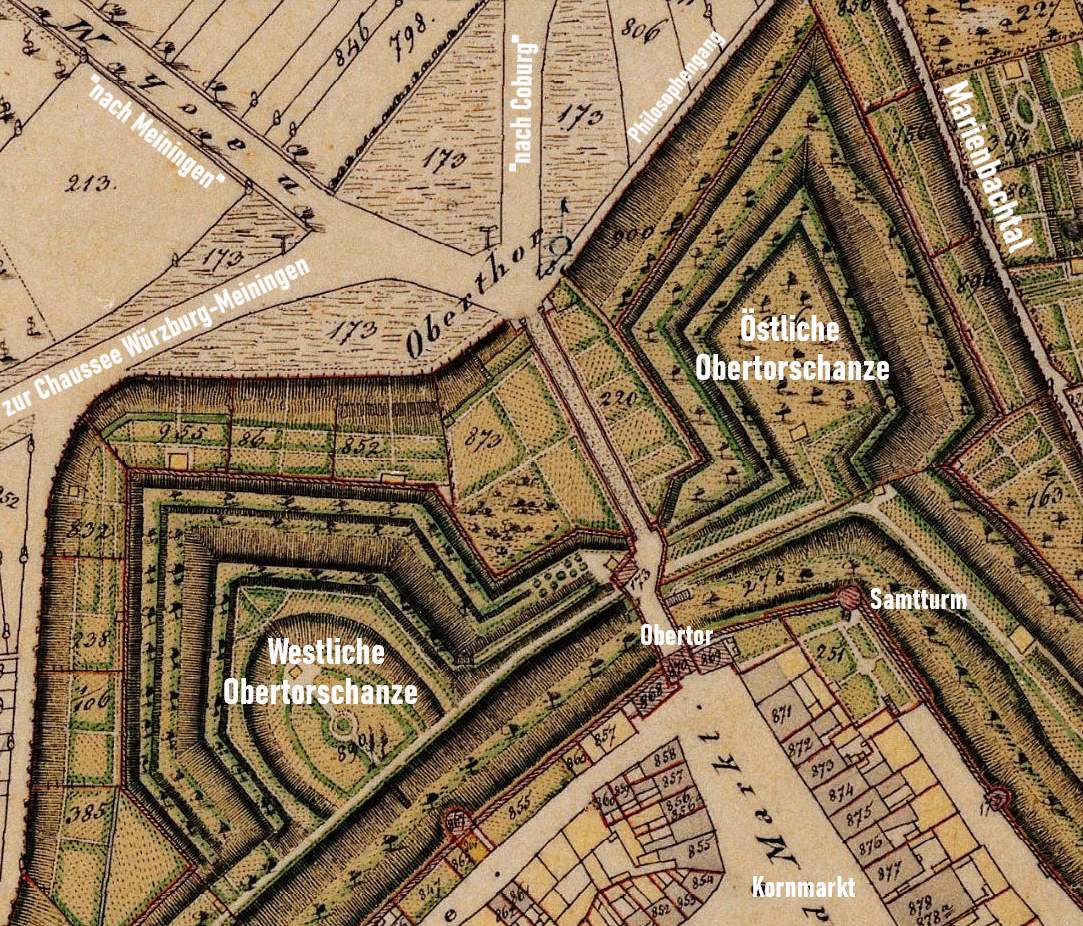
Bayerisches Urkataster (1808–1864). Die Fichtelsvilla lag in der westlichen Obertorschanze
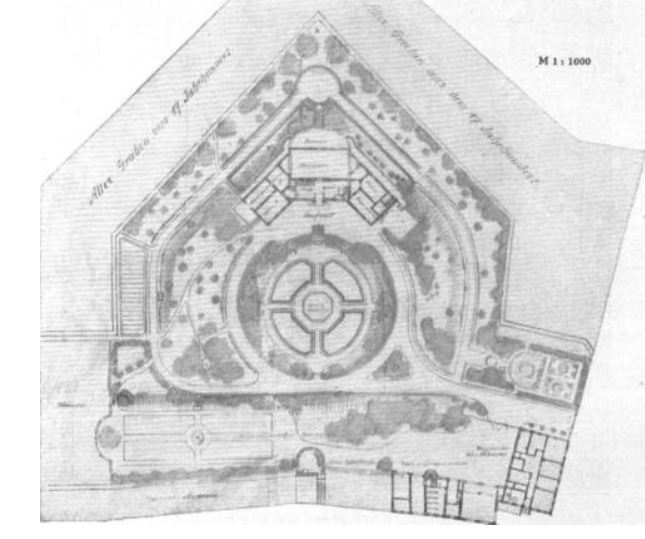
Lageplan der Villa in der Westlichen Obertorschanze (Nordwesten ist oben)
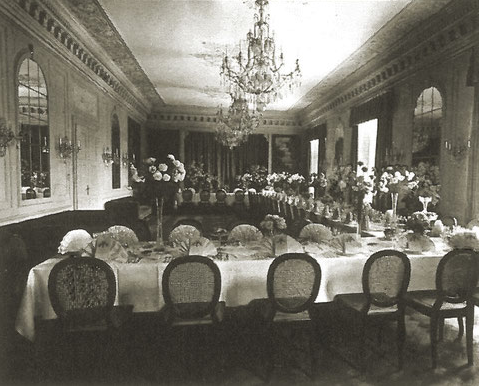
Festsaal
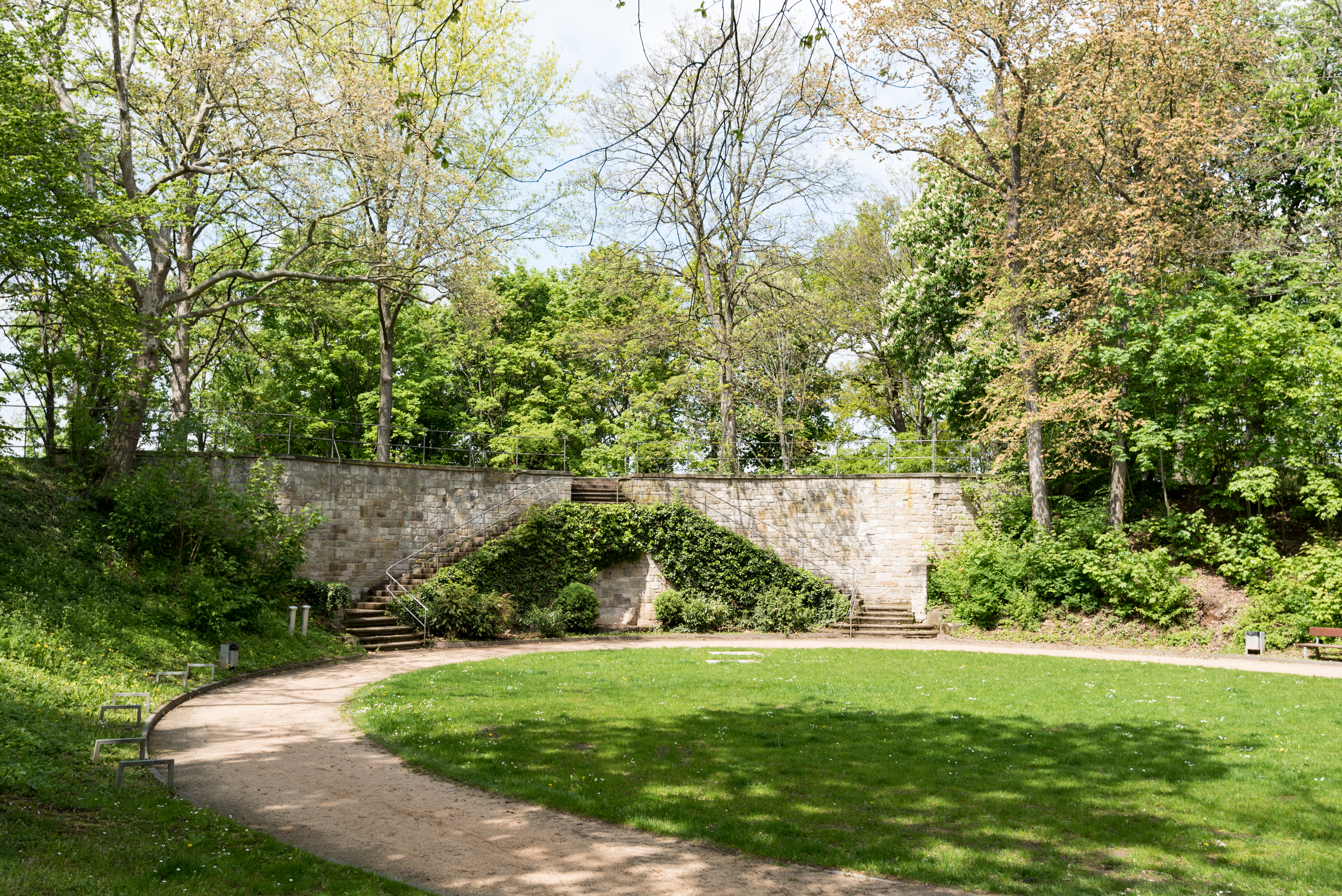
Fichtelsgarten mit Treppenaufgang und unterer Vorfahrt als Überrest der Villa (Südostseite)